# 谙都剌
谙都剌（1277年—1346年），字瑞芝，蒙古克烈氏，元朝政治人物。祖父阿思兰，跟随大将阿术伐南宋，官至冀宁路达鲁花赤，子孙因其名兰，以兰为氏。
谙都剌通经史，兼习诸国语言。元成宗时，为翰林院札尔里赤，书写制诰。有旨命书写藩王添力圣旨，谙都剌说：“此旨并非只是有亏国体，实行起来为百姓之殃。”成宗对近臣说：“小吏如此，真难得也。”事情中止。任命他为应奉翰林文字，对蒙古传记，多有校正。升位待制。当时选拔守令，人，任命为辽州达鲁花赤，以政绩知名，赐上尊名币，担任集贤直学士。至顺元年（1330年），担任襄阳路达鲁花赤。山西饥荒，河南行省害怕流民入境为变，大兵守武关，谙都剌调查良民，听任他们过关。小吏说：“不违抗上命吗？”谙都剌说：“我是防奸，不是仇视良民，怎么能不开其生路！”又煮粥为食，活命数万人。襄阳城临汉水，每年有水患，于是筑堤城外，以保无虞。元统二年（1334年），担任益都路总管。百姓风俗悍黠，谙都剌兴学校，治民平易。有上马贼白天劫人，久久不能捕获，谙都剌将他生擒，其党贿赂宣慰使罗锅，诬告他枉法，于是放走贼人。后来贼人在河间抢劫，再被捕获，招供实情，谙都剌之诬大白，于是再任一届总管。亲王买奴镇守益都，其府属害民，谙都剌将他们治罪，百姓无扰。至正六年（1346年）去世，年七十岁。其子燮彻坚，同知新喻州事，以孝闻名。